# Мишааль аль-Ахмед аль-Джабер ас-Сабах
Мишааль аль-Ахмед аль-Джабер ас-Сабах (араб. مشعل الأحمد الجابر الصباح‎; род. 27 сентября 1940, Кувейт) — седьмой эмир Кувейта с 16 декабря 2023 года. Ранее был наследным принцем (8 октября 2020 — 16 декабря 2023).
Принц Мишааль большую часть своей карьеры провёл в органах безопасности и разведки Кувейта.

## Биография

### Происхождение и образование
Родился 27 сентября 1940 года в семье шейха Ахмеда I и его жены Марьям Малит аль-Хувайла (ум. 24 ноября 2015). Мишааль был седьмым сыном шейха Ахмеда аль-Джабер ас-Сабаха и младшим единокровным братом трёх эмиров Кувейта: Джабера аль-Ахмед ас-Сабаха (правил в 1977—2006 годах), Сабаха аль-Ахмед аль-Джабер ас-Сабаха (правил в 2006—2020 годах) и Навафа аль-Ахмед аль-Джабер ас-Сабаха (правил в 2020—2023 годах).
Начальное образование Мишааль получил в школе Аль-Мубаракия в Кувейте, затем уехал в Соединённое Королевство и поступил в Полицейский колледж Хендона, который окончил в 1960 году. После окончания данной школы Мишааль поступил на работу в Министерство внутренних дел Кувейта.

### Карьера
С 1967 по 1980 годы был главой государственной безопасности Кувейта. В этой роли Мишааль курировал развитие разведывательной организации в Службу государственной безопасности Кувейта, став её первым директором.
Позднее работал в Министерстве внутренних дел, пока в апреле 2004 года не стал заместителем командующего Национальной Гвардии, в этой должности был до октября 2020 года. После смерти старшего брата Сабаха другой брат — Наваф, ставший эмиром Кувейта, назначил его наследным принцем страны.
В должности главы Национальной гвардии Мишааль провёл реформу агентства и вёл борьбу с коррупцией. В 2019 году Национальная гвардия Кувейта присоединилась к «Международной ассоциации сил жандармерии и полиции стран Европы и Средиземного моря в статусе военного учреждения» (FIEP).
Вскоре после того, как его единокровный брат Сабах стал эмиром в январе 2006 года, Мишааль стал считаться одним из трёх высших лиц, принимающих решения в правящей семье Аль Сабах. Сообщалось, что во время своего пребывания в должности Мишааль отказался от более высоких должностей, чтобы избежать политических споров и сохранить отношения в семье.
Когда здоровье его единокровного брата Сабаха начало ухудшаться, политическое влияние Мишааля росло, и он сопровождал эмира Сабаха во время официальных визитов, в том числе в клинику Мейо в США для прохождения курса лечения.

### Наследный принц
Наследный принц Наваф стал эмиром после смерти своего единокровного брата Сабаха 29 сентября 2020 года. Согласно законам Кувейта, став эмиром, у Навафа был годичный период на то, чтобы выбрать наследного принца. 7 октября он выбрал своего единокровного брата Мишааля. На специальной сессии Национального собрания Кувейта на следующий день все 59 членов парламента единогласно одобрили назначение Мишааля. Приняв на себя роль наследного принца в возрасте 80 лет, Мишааль стал старейшим наследным принцем в мире.
Назначение наследным принцем Мишааля, одного из старейших членов правящей семьи Кувейта, было истолковано аналитиками как знак того, что правители страны хотят избежать значительных перемен, таких как переход к следующему поколению лидеров. Мишааль был выбран вместо других, возможно, более спорных кандидатов на должность наследного принца, включая бывшего премьер-министра Насера аль-Мухаммед аль-Ахмед ас-Сабаха и заместителя премьер-министра Насера Сабаха аль-Ахмеда ас-Сабаха. Ожидалось, что Мишааль возьмет на себя большую часть полномочий, чем предыдущие наследные принцы, из-за преклонного возраста эмира Навафа. Так, 2 сентября 2021 года Мишааль вёл переговоры с вице-президентом США Камалой Харрис о двусторонних отношениях США и Кувейта и роли Кувейта в выводе американских войск из Афганистана.
С целью преодоления разногласий между правительством и парламентом, а также избежать злоупотреблений со стороны законодательной и исполнительной власти, и обеспечить независимость судебной системы наследный принц Мишааль, а не эмир Наваф, объявил 17 апреля 2023 года о роспуске Национального собрания Кувейта, сославшись в телеобращении на закон, который уполномочивал эмира сделать это.
Мишааль также представлял Кувейт на важных мероприятиях за рубежом, включая государственные похороны королевы Елизаветы II в Вестминстерском аббатстве в Лондоне в сентябре 2022 года и свадьбу иорданского наследного принца Хусейна в июне 2023 года.

### Эмир Кувейта
16 декабря 2023 года после смерти старшего брата Навафа стал новым эмиром Кувейта.
10 мая 2024 года Мишааль ас-Сабах распустил парламент и приостановил действие ряда положений Конституции.

## Личная жизнь
У Мишааля две жены: Нурия Сабах Аль-Салем Аль-Сабах и Мунира Бадах Аль-Мутаири. У него 12 детей: пять сыновей и семь дочерей. Он был основателем и почетным президентом Кувейтского общества радиолюбителей. Он также был почётным президентом Кувейтской ассоциации авиационных инженеров-пилотов и Дивана поэтов.

## Титулы
- 8 октября 2020 — 16 декабря 2023: Его Высочество Наследный принц Кувейта, Шейх Мишааль аль-Ахмед аль-Джабер ас-Сабах
- 16 декабря 2023 — н. в.: Его Высочество Эмир Кувейта Мишааль аль-Ахмед аль-Джабер ас-Сабах